# Franz Rausch

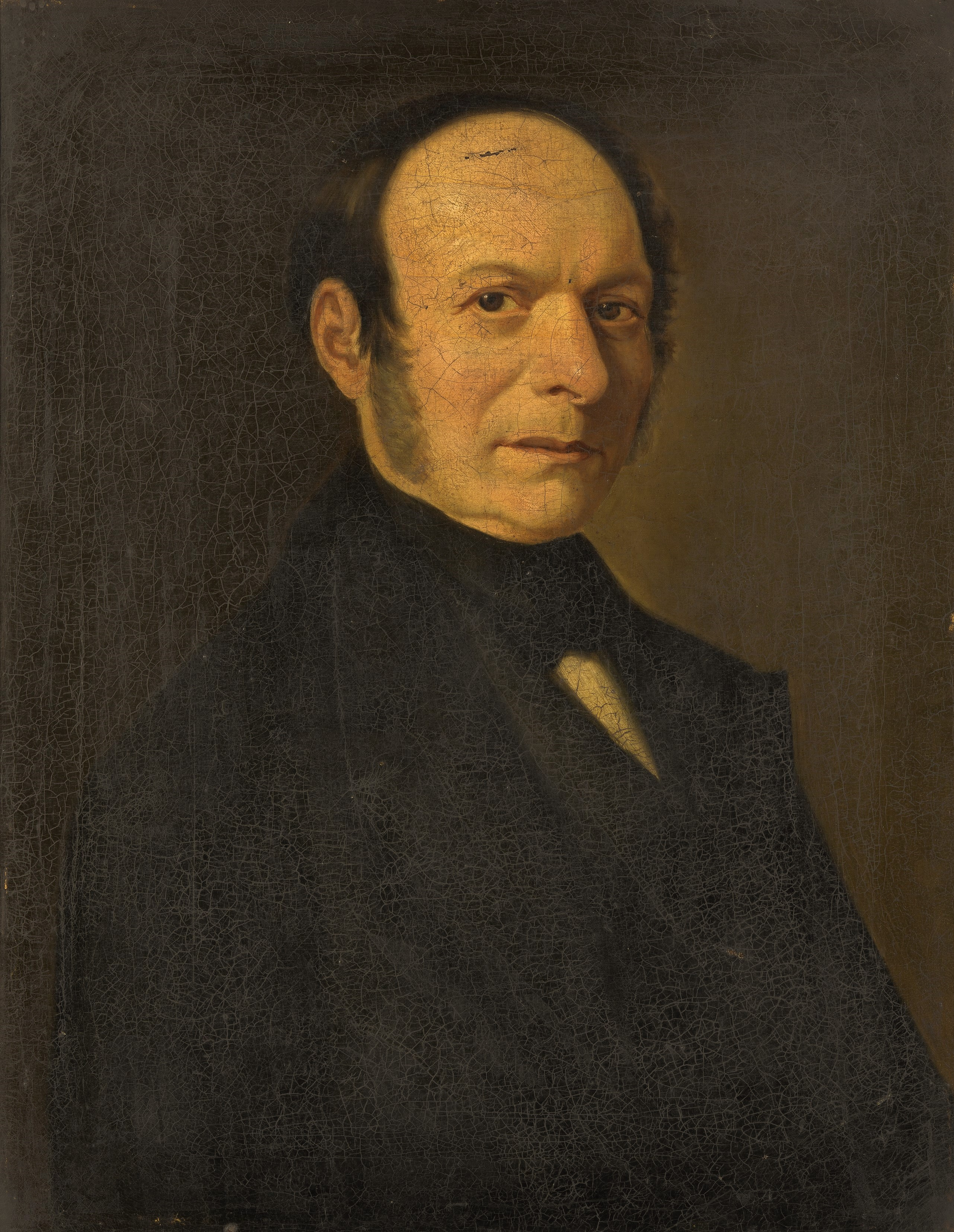
Franz Rausch um 1850, Gemälde von Carl Haunold

Franz Rausch (* 1792 in Pesth; † 17. Februar 1877 in Wien) war ein österreichischer Klavierbauer des 19. Jahrhunderts.

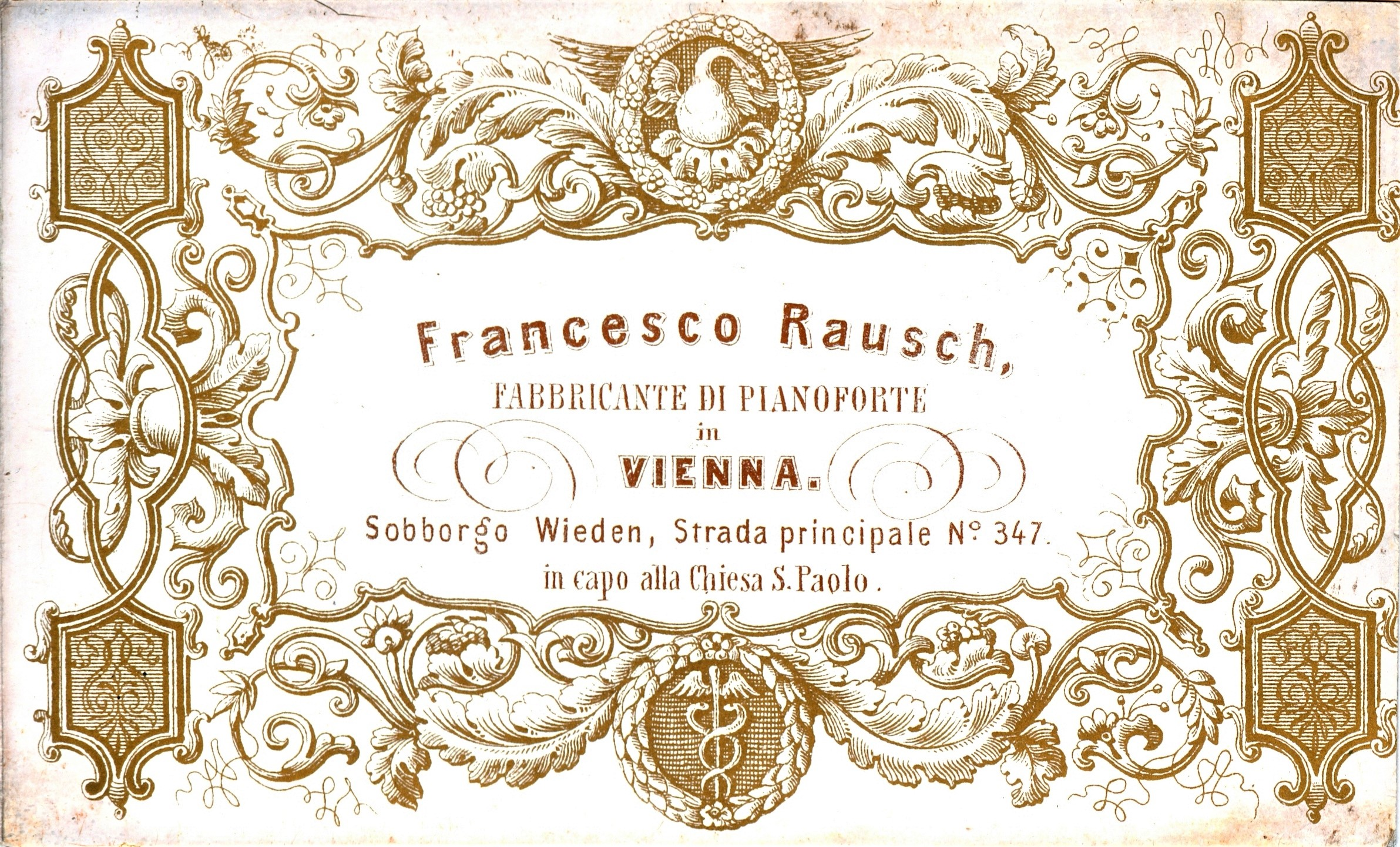
Visitenkarte von Franz Rausch, italienische Version, 1847–1851.

## Biografie
Rausch war der Sohn von Lorenz Rausch und Magdalena, geb. Flandorfer. Sein Vater stammte ursprünglich aus Weitra im Waldviertel und war als Weber nach Pesth ausgewandert. In der Klaviermanufaktur des renommierten Wiener Klavierbauers Conrad Graf erlernte Rausch ab 1819 das Handwerk des Klavierbauers; Grafs Fabrik galt zu dieser Zeit als die „größte und renommirteste Wiens und des Kaiserthums“. Hier wurden serienmäßig in moderner Arbeitsteilung Klaviere in Arbeitsgruppen hergestellt, Rausch war ab 1821 als Vorarbeiter bzw. Werkleiter wesentlich für die hohe Qualität der dort hergestellten Instrumente verantwortlich.
Bereits während dieser Zeit entstanden zahlreiche Instrumente unter seinem eigenen Namen, die er in seiner Werkstatt in der Wiedner Hauptstraße anfertigte. 1838 machte sich Rausch als „Bürgerlicher Fortepianomacher“ selbstständig.
Seine Fortepianos wurden 1839 auf der „2. Österreichischen Allgemeinen Gewerbsproducten-Ausstellung“ mit der goldenen Medaille prämiert. Begründet wurde die Zuerkennung damit, dass Rauschs Instrument als das „unter den vielen vorzüglichen Instrumenten der Ausstellung als das vollkommenste erklärt worden“ war. Die Medaille wurde ihm wohl auch darum verliehen, da er als langjähriger Werkführer und erster Arbeiter von Conrad Graf in der Branche bekannt und im bautechnischen Sinne dessen Nachfolger war.
Ebenfalls wurden bei der Ersten Allgemeinen Deutschen Industrie-Ausstellung 1854 in München von Franz Rausch & Sohn „Flügel-Fortepianos von verschiedener Konstruktion“ ausgestellt und mit einer Ehrenmünze prämiert („wegen Verfertigung eines vortrefflich ausgeführten flügelförmigen Pianos von gleichem gutem Tone“).
Aus der am 20. November 1825 in Schottenfeld bei Wien geschlossenen Ehe mit Katharina Wallner (1808–1883) sind zwölf Kinder dokumentiert. Der erstgeborene Sohn Franz Georg Rausch jun. (* 1827) wurde ebenfalls Klaviermacher, patentierte 1854 zwei Verbesserungen für den Klavierbau, musste allerdings 1865 Konkurs anmelden; Sohn Conrad Georg Rausch (* 1833) war als Prokurist der Wiener Bankgesellschaft tätig.

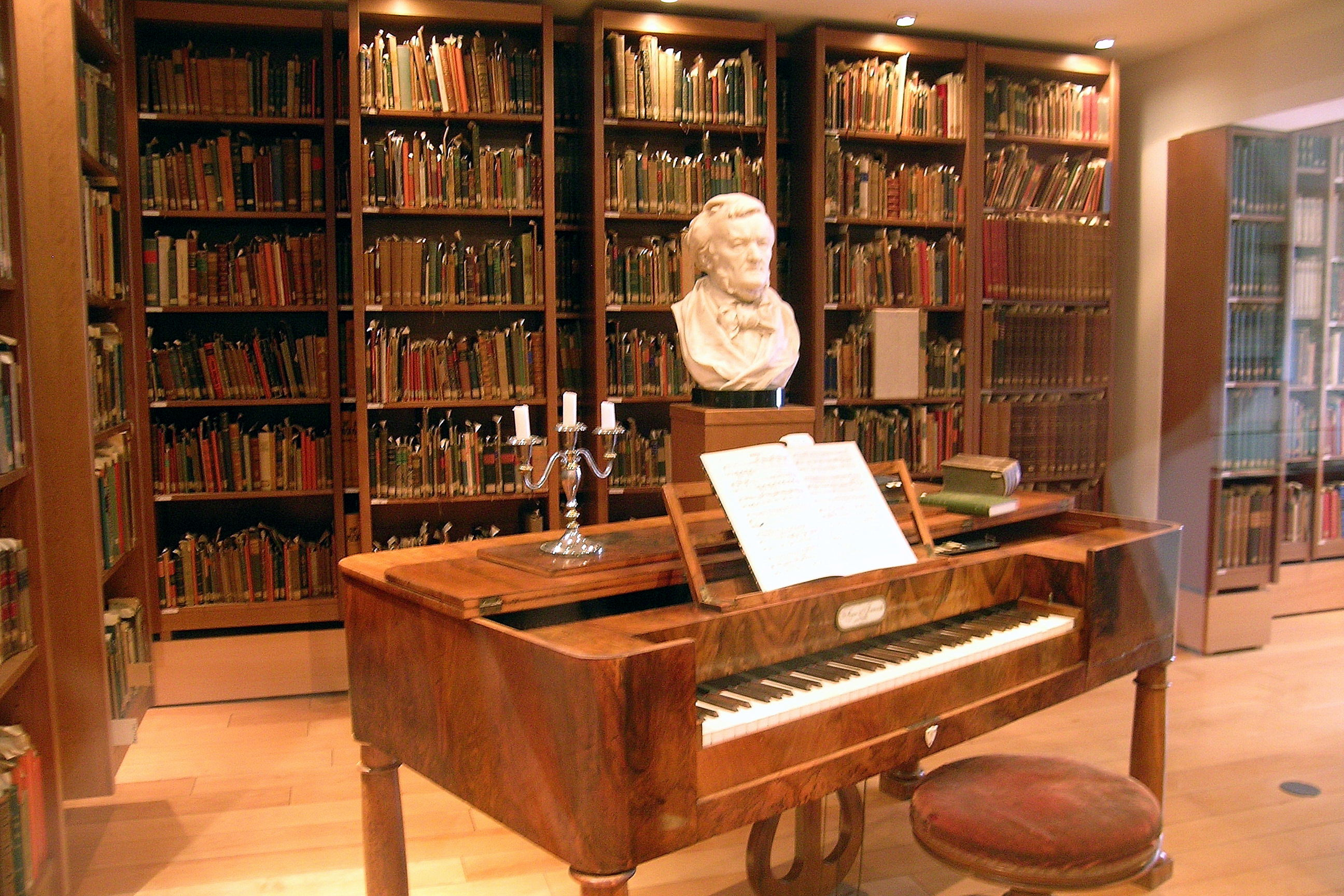
Tafelklavier von Franz Rausch im Reuter-Wagner Museum in Eisenach

Ab 1827 sind Wohn- und Arbeitsstätten von Rausch in der damaligen Wiener Vorstadt Wieden rund um die Wiedner Hauptstraße dokumentiert. Von 1856 bis 1865 wohnte er im Margaretner Schloss.

## Instrumente (Auswahl)
Von Franz Rausch sen. sind relativ wenige Instrumente erhalten, etwa gleich viele Hammerflügel wie Tafelklaviere. Sämtliche Instrumente wurden in der Bauart der Wiener Mechanik gebaut.
Aktuell (Stand 2024)  werden seine Instrumente im Sinne eines Spiels auf authentischen Instrumenten entsprechend einer historischen Aufführungspraxis von zahlreichen Pianisten eingesetzt, darunter zum Beispiel Jörg Demus, Marco Cadario und Eric Zivian.
Rausch exportierte zahlreiche Instrumente. So zum Beispiel über den Musikpädagogen und Pianofortehändler Friedrich Wieck (Clara Schumanns Vater), in Leipzig und Halle, sowie über den Mailänder Händler Joseph Prestinari im heutigen Italien und Slowenien im Raum Triest, Mailand und Ljubljana. Nachstehend exemplarisch einige Instrumente:
- Tafelklavier aus dem Besitz des Thomaskantors Christian Theodor Weinlig, auf dem Richard Wagner 1831/1832 in Leipzig Klavierunterricht erhielt (Reuter-Wagner-Museum)[11]

- Tafelklavier aus dem Besitz des italienischen Komponisten Luigi Ricci (Museo Teatrale Carlo Schmidl, Triest)[12]
- Fortepiano von 1825 im Besitz des italienischen Pianisten Marco Cadario[13]
- Fortepiano von 1841 im Besitz des kanadischen Pianisten Eric Zivian

## Einspielungen auf Instrumenten von Franz Rausch
- Franz Schubert: Der Hirt auf dem Felsen.[14] In: LP Schubertiade mit Elly Ameling, Sopran, Hans Deinzer, Klarinette, Jörg Demus, Hammerflügel; Harmonia Mundi 20 29315-7, eingespielt im Zedernsaal, Schloss Kirchheim (1965) auf einem Hammerflügel/Fortepiano von Franz Rausch (1835)
- Robert Schumann: Waldszenen Op. 82, Nr. 1, eingespielt von Jörg Demus (1968) auf einem Hammerflügel von Rausch (1839) (Meloclassic)[15]
- Einspielungen auf einem Fortepiano von Franz Rausch (1841):

1. Franz Schubert: Trio Op. 100 - Andante con moto. Freivogel, Tomkins & Zivian 4K UHD, D. 929 (2017)
2. Robert Schumann: Dichterliebe op. 48, Voice: Kyle Stegall, Fortepiano: Eric Zivian (2023)
3. Frédéric Chopin: Préludes Op. 28, Nr. 20 in c-Moll, Fortepiano: Eric Zivian (2024)
4. Frédéric Chopin: Waltz in A minor op. 34 no. 2 “Valse Brillante”. Fortepiano: Audrey Vardanega (2023)

- Johann Ladislaus Dussek: Tableau de la situation de Marie Antoinette Reine de France depuis son emprisonement jusqu au dernier moment de sa vie.[20] Einspielung von Marco Cadario 2007 auf einem Fortepiano von Franz Rausch (1825)